# Parafia św. Jana Chrzciciela w Radzikowie Wielkim
Parafia św. Jana Chrzciciela w Radzikowie Wielkim – parafia rzymskokatolicka w Radzikowie Wielkim.
Parafia została erygowana w 1931.
Pierwotny kościół drewniany spalił się w 1957. Obecny kościół parafialny murowany, w stylu eklektycznym, został wybudowany w latach 1957-1958, staraniem ks. Kazimierza Dymitrowicza. Konsekrowany w 1960 przez biskupa Ignacego Świrskiego.
Parafia ma księgi metrykalne od 1931 i kronikę parafialną od 1971.
Terytorium parafii obejmuje: Radzików-Kornicę, Modrzew, Radzików-Oczki, Ostoje, Pióry Wielkie, Pióry-Pytki, Radzików Wielki oraz Radzików-Stopki.